# Тисячна (кут)

Кут в 1 радіан відповідає куту, за якого довжина дуги дорівнює радіусу кола, а тисячна своєю чергою, дорівнює одній тисячній того значення.

Тисячна або мілірадіан, скорочено називається міл або мрад (може зустрічатися заголовними літерами МРАД), це одиниця вимірювання кутів, яка дорівнює одній тисячній радіана (= 0,001 радіана), водночас повне коло в 360° (градусів) відповідатиме 2000·π, або приблизно 6283 мілірадіанам.
Один мілірадіан наближено дорівнює 0,057296 градуса або 3,4377 мінути (кутової хвилини) (MOA). Ця одиниця вимірювання і деякі її різновидності використовуються у військовій справі для точного прицілювання зброї, починаючи від гвинтівок до важкої артилерії.

## Історія
Мілірадіани (довжина кола/6283,185…) вперше були використані в XIX столітті інженером і професором Лозаннського університету Чарльзом-Марком Дапплесом (Charles-Marc Dapples 1837—1920). Звичайними одиницями вимірювання кутів були градуси й кутові хвилини, але були запропоновані інші, із застосуванням градів (повне коло/400), що мали різні назви і були популярні більше в північній Європі. У Російській імперії застосували інший підхід, розділивши повне коло на рівносторонні трикутники (60°, коло/6) і тим самим розбили коло на 600 частин.
До початку Першої світової війни Франція експериментувала з використанням мильемів (коло/6400) в артилерійських прицілах замість дециградами (коло/4000). Велика Британія також випробовувала їх аби замінити ними градуси й кутові хвилини. Вони були прийняті у Франції, хоча під час Першої світової війни продовжили використовувати децигради. Інші країни теж користувалися дециградами. Сполучені Штати запозичили багато із практики французької артилерії і прийняли міли (коло/6400). До 2007 року Шведські війська використовували «стрек (streck)» (коло/6300, стрек означає лінії або відмітки) (разом з тим для деяких задач навігації використовувались градуси), що є ближчими до мілрадіан, але потім були замінені на міли прийняті в NATO. Після Більшовицького перевороту і прийняття метричної системи вимірювання Червона Армія збільшила кількість поділок в колі від 600 до 6000 (тисячні). Таким чином ці одиниці не мають нічого спільного з мілірадіанами у своїй основі.
У 1950-х роках НАТО ухвалив метричну систему вимірювання для землі і загального користування. Міли, метри, і кілограми стали стандартними мірами, а градуси залишилися в використанні в військово-морських і повітряних силах, так само і в цивільній практиці.

## Застосування
Точне визначення одиниці міл (повне коло/6283,185…) використовується в оптичних прицільних сітках і на регуляторах налаштування області видимості.
Є також похідні (наближені) прийняті значення що застосовується для картографування земель і в артилерії, наприклад, у військах НАТО використовуються компаси в 6400 міл замість традиційного компаса в 360°, що дає більшу точність. Термін тисячна застосовується в артилерії. У різних арміях світу загальновідомі різні округлення тисячних:
- У СРСР було прийнято значення: 1/6000 кола.
- У НАТО: 1/6400 кола (і називається mil, скорочення від milliradian).
- В армії Швеції, що не входила до складу НАТО, схвалено найбільш точне визначення в 1/6300.

## Математичний принцип
Використання прицільних сіток типу системи «Mil-dot» є можливим тому, що вони пов'язані з малими трикутниками, і малими кутами, при яких працює наступне припущення:
{\displaystyle \sin \theta \simeq \theta }
Це дозволяє користувачу обійтися без тригонометрії і користуватися простими відношеннями для визначення розмірів і відстаней із високою точністю, при розрахунках стрільби гвинтівки і артилерії, що працює на коротких відстанях.
Оскільки радіан у математиці визначається як кут, утворений дугою, довжина якої дорівнює радіусу кола, тригонометричний мілірадіан (мрад), це кут при якому довжина дуги кола дорівнює 1/1000 радіуса кола. Оскільки радіан задає відношення, він не залежить від міри довжини, яка використовується.

## Приціли вогнепальної зброї

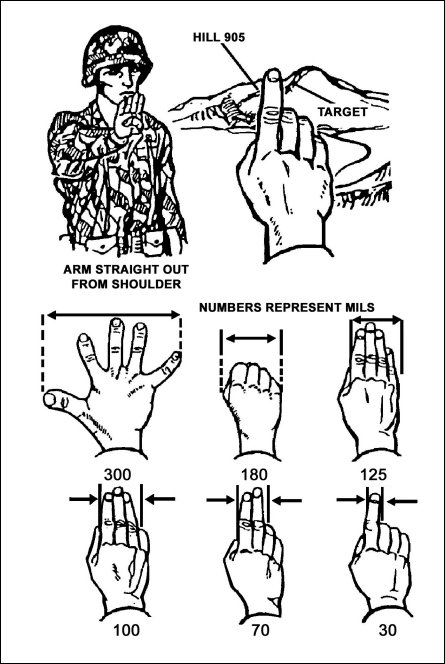
Оцінка тисячних за допомогою рук

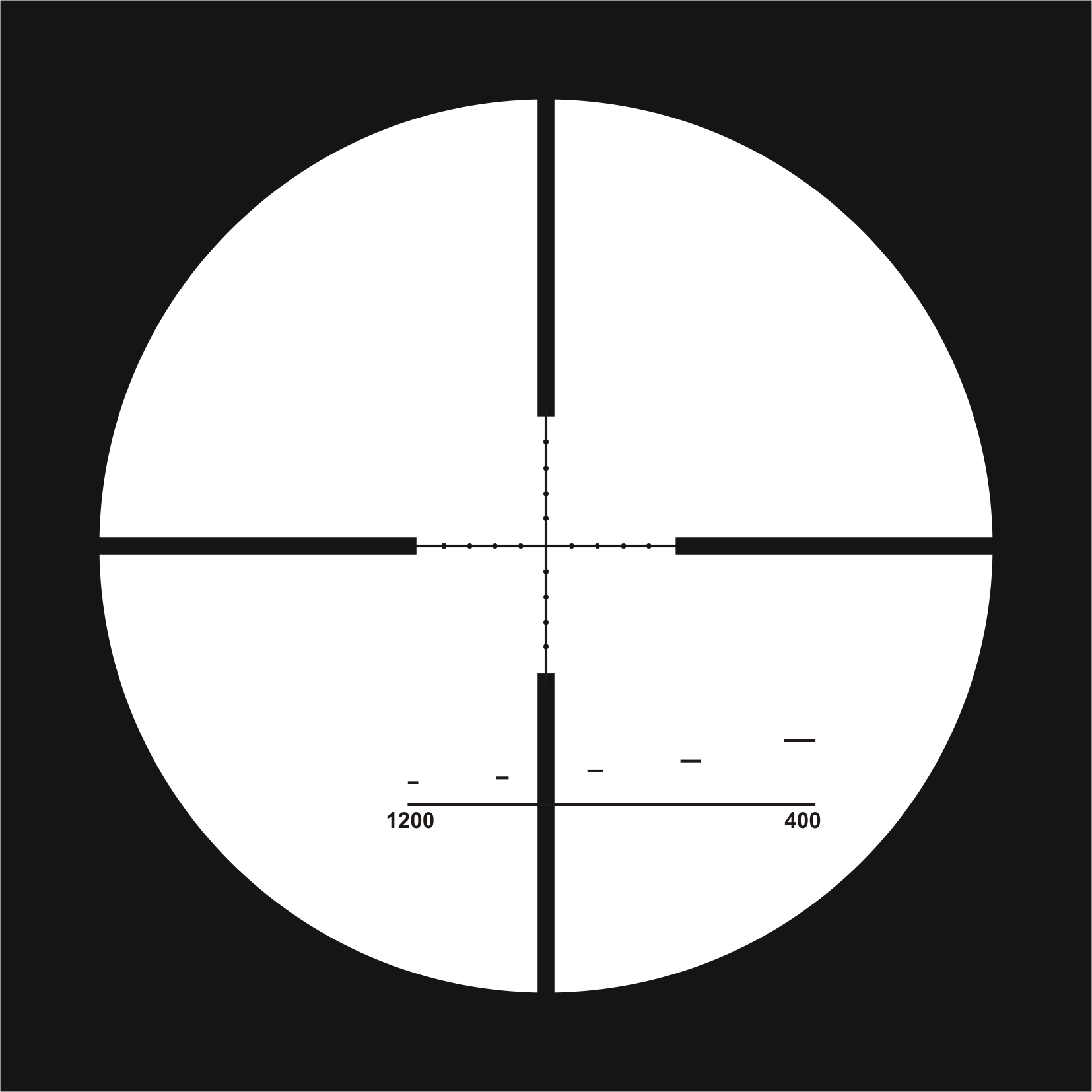
Прицільна сітка «FinDot» використовується снайперами у збройних силах Фінляндії (а звичайна прицільна сітка Mil-dot reticle із доданою до неї 400 м — 1200 м далекомірною шкалою для цілей в 1 метр висотою або 0,5 метра шириною на відстанях в 400, 600, 800, 1000 і 1200 м).

Кутові тисячні або міли використовуються як у військовій, так і у спортивній стрільбі як одиниця вимірювання для одного кроку ручки налаштування області видимості (турелі), а також у прицільних сітках оптичних приладів, щоб дати можливість наближеного визначення дальності і точну корекцію пострілу. Зв'язок мілів із тригонометричними радіанами дає можливість користуватися наступним правилом: Один міл приблизно дорівнює одному метру на відстані тисячі метрів.

### Прицільні сітки
Багато оптичних прицілів, що використовуються в гвинтівках мають прицільні сітки, на яких вказані кутові міли. Вони можуть наноситись у вигляді ліній або точок, і зазвичай мають загальну назву mil-dots (міл-засічки). Такі прицільні сітки мають два призначення: визначення дальності і корекція траєкторії.
З візиром, який обладнаний прицільною сіткою з мілами, з достатньою точністю можна встановити відстань до об'єкта, визначивши, скільки міл займає об'єкт відомого розміру. Якщо відстань до об'єкта відома, влучання кулі (див. зовнішня балістика) можна оцінити у мілах, що можна використати для корегування точки прицілювання. У загальному випадку візири з прицільними сітками мають горизонтальну і вертикальну шкалу з позначками; горизонтальні і вертикальні позначки використовуються для визначення дальності, а окремо вертикальні позначки можуть застосовуватись для зрівноваження зниження кулі. Досвідчені користувачі водночас можуть використовувати горизонтальну шкалу для оцінки відхилення кулі через вітер.

## Визначення дальності
Значення кута можна використати для розрахунку розміру або дальності. Коли відома віддаль, кут дозволяє розрахувати розмір, а коли відомий розмір об'єкта, можна встановити відстань до нього. В польових умовах вимірювання кута можна з наближенням, виконати за допомогою каліброваної оптики або грубо використовуючи пальці і руки. На витягнутій руці, один палець дорівнюватиме приблизно 30 міл завширшки, кулак 150 міл, а розгорнута рука 300 міл.
Кут можна використати для вимірювання відстані. Для об'єктів з відомим розміром, його розмір ділиться на кут. Позашляховик типу Land Rover має довжину від 3 до 4 м, «невеликий танк» або бронетранспортер/MICV приблизно ~6 м (наприклад Т-34 або БМП-3) і ~10 м може становити розмір «великого танку.» Якщо дивитися спереду, Land Rover має ширину 1,5 м, більшість танків приблизно 3—3,5 метри. Отже, якщо SWB Land Rover спостерігається збоку і має розмір шириною з палець, він перебуває приблизно на віддалі ~100 м. Сучасний танк у такому разі, був би трохи далі ніж 300 м.

### Формула
Користуючись метричною системою, можна набагато легше застосовувати приціл з мілами, оскільки арифметичні операції в голові виконувати простіше в десятеричних одиницях.
Щоб визначити віддаль або відстань до цілі відомого розміру, яка спостерігається з певним оціненим кутом зору, можна застосувати наступну формулу:
{\displaystyle D={\frac {S}{M}}}
де:
- D = Відстань до цілі
- S = Розмір цілі
- M = Вимірювання в мілах

Тут D і S може задаватися в будь-яких двох одиницях відстані із співвідношенням 1000:1, тож, наприклад♦ крім метрів і міліметрів, можна застосовувати кілометри і метри, відповідно.
Якщо, наприклад, відомо що ціль має розмір 1,5 м завширшки (1500 мм), видно в приціл з заміряним кутом у 2,8 міла, відстань можна визначити так:
{\displaystyle A={\frac {1500\,mm}{2.8\,mil}}=535,7\,m}

### Співвідношення з метричною системою
Міл простіше використовувати разом із метричною системою одиниць.
| Кут     | @ 100 м | @ 200 м | @ 300 м | @ 400 м | @ 500 м | @ 600 м | @ 700 м | @ 800 м | @ 900 м | @ 1000 м |
| ------- | ------- | ------- | ------- | ------- | ------- | ------- | ------- | ------- | ------- | -------- |
| 0,1 міл | 1 см    | 2 см    | 3 см    | 4 см    | 5 см    | 6 см    | 7 см    | 8 см    | 9 см    | 10 см    |
| 0,2 міл | 2 см    | 4 см    | 6 см    | 8 см    | 10 см   | 12 см   | 14 см   | 16 см   | 18 см   | 20 см    |
| 1 міл   | 10 см   | 20 см   | 30 см   | 40 см   | 50 см   | 60 см   | 70 см   | 80 см   | 90 см   | 100 см   |
| 5 міл   | 50 см   | 100 см  | 150 см  | 200 см  | 250 см  | 300 см  | 350 см  | 400 см  | 450 см  | 500 см   |

## Радянські часи
У військовій справі за радянських часів, в Україні була схвалена тисячна, що дорівнює 1/6000 кола, і яка була успадкована багатьма країнами, котрі входили до складу колишнього СРСР. Відповідником даної одиниці вимірювання кута, є мала поділка кутоміра.
Виходячи з того, що 1 оберт становить 2π радіан або 360° градусів, існує наступне співвідношення між цими всіма одиницями вимірювання:
- 1 тисячна ≈ 0,00016(6) кола
- 1 тисячна ≈ 0,001047 радіана
- 1 тисячна = 0,06 градуса = 3,6 мінути = 3 кут. мінути 36 кут. секунд
- 1 тисячна = 0,06(6) граду
- 1 коло = 6000 тисячних
- 1 радіан ≈ 954,92 тисячних
- 1 кутова секунда = 0,004629(629) тисячної
- 1 кутова мінута = 0,277(7) тисячної
- 1 градус = 16,66(6) тисячних
- 1 град = 15 тисячних

Причиною обрання такої нестандартної одиниці вимірювання кутів, було хороше пристосування її для розрахунку лінійних і кутових розмірів об'єкта на місцевості, без необхідності виконувати складні розрахунки. Нехай об'єкт має розмір W і спостерігається з відстані L під невеликим кутом α (тобто виконується умова, що L >> W, що часто зустрічається в артилерійській справі). Тоді з перетворенням кута α в радіани, має місце наступне:
а, замінюючи радіанну міру на тисячні, врешті решт маємо:
| {\displaystyle W={\frac {L\alpha }{1000\cdot \;0.955}}\approx \;{\frac {L\alpha }{1000}}} | ( ) |

Для більшості розрахунків на практиці використовується наближений варіант, але в деяких випадках похибка, що при цьому виникає і становить 5 % є недопустимою, і тоді коефіцієнт у 0,955 не відкидається.
Спрощена рівність називається формулою тисячних.
З цієї формули виводиться правило як пам'ятка: «предмет, з лінійним розміром в 1 метр, віддалений від спостерігача на 1 кілометр, буде видно під кутовою величиною в 1 тисячну».